# Parti Restauration nationale (Costa Rica)
Le Parti Restauration Nationale (en espagnol : Partido Restauración Nacional, PRN) est un parti politique du Costa Rica, fondée en 2005, essentiellement par des dissidents de l'historique parti chrétien du Costa Rica le Partido Renovación Costarricense.

## Identité visuelle

Logotype de 2014 à 2020.
Logotype depuis 2021.

## Résultats électoraux

### Présidentielle
| Élection | Candidat          | Premier tour | Premier tour | Premier tour | Premier tour | Deuxième tour | Deuxième tour | Deuxième tour | Deuxième tour |
| Élection | Candidat          | Votes        | %            | Position     | Résultat     | Votes         | %             | Position      | Résultat      |
| -------- | ----------------- | ------------ | ------------ | ------------ | ------------ | ------------- | ------------- | ------------- | ------------- |
| 2014     | Carlos Avendaño   | 27691        | 1,35         | 7/13         | Battu        |               |               |               |               |
| 2018     | Fabricio Alvarado | 505214       | 24,91        | 1/13         | Qualifié     | 822997        | 39,21         | 2/2           | Battu         |

### Législatives
| Élection | Votes  | %    | Place | Sièges  | +/– | Gouvernement |
| -------- | ------ | ---- | ----- | ------- | --- | ------------ |
| 2006     | 32909  | 2,0  | 8/27  | 1 / 57  | Nv. |              |
| 2010     | 29530  | 1,6  | 8/18  | 1 / 57  | 0   |              |
| 2014     | 84265  | 4,1  | 6/21  | 1 / 57  | 0   |              |
| 2018     | 356082 | 18,1 | 2/18  | 14 / 57 | 13  | Opposition   |
| 2022     | 42 497 | 2,05 | 8/17  | 0 / 57  | 14  |              |